# ナニカナ☆ナナカナ
ナニカナ☆ナナカナはキッズステーションで放送された幼児向け番組。制作・著作はラムズ。2007年11月23日より放送開始

## 番組概要
アイドル声優ユニットのナナカナ（井ノ上奈々・酒井香奈子）がお姉さんになって、子供達と一緒に楽しみながら学べる番組。トイザらス店舗より公開録画を行っている。また、ラムズがこの番組を通して幼児を対象とした芸能プロダクション業務を行っている。

## 番組コーナー
- コレってナニカナ? - いろんな“ふしぎ”を解明する
- ホップ・ステップ・ダンス - ゆうまおにいさんとダンスを覚える
- トイザらスインフォメーション - トイザらスで扱っている新商品を紹介する
- サンリオピューロランドにGoGo! - サンリオピューロランドで働くお兄さん＆お姉さんを紹介する
- クロミちゃん音頭 - 『マイメロディ』の登場キャラクター“クロミ”と歌って踊る

## 出演者
※すべて平仮名表記となっている。
- ナナ（いのうえなな）
- カナ（さかいかなこ）
- ゆうまおにいさん（SHARE LOCK HOMES）

## 放送時間
- 毎週金曜10:00～10:15（2007年11月23日から2008年2月1日まで）
- 毎週火曜15:00～15:15（2008年2月12日より2008年4月1日まで）
- 毎週月曜15:00～15:15（2008年4月7日より）

CSでは珍しいリピートがない番組で1回限りの放送となる。